# Педагогіка і психологія
«Педагогіка і психологія» — науково-теоретичний та інформаційний вісник Національної академії педагогічних наук України.

## Історія та зміст
Заснований НАПНУ в 1993 році. Виходив щоквартально (щотримісяці). Тираж у 1990-х роках — 2 тисячі, у 2000-х роках — 300 примірників.
Висвітлювали актуальні питання методології та історії педагогіки, теорії і практики навчання й виховання, професійної освіти, соціальної педагогіки, діяльність установ НАПНУ. Приділяли значну увагу здобуткам у галузях педагогіки та психології за кордоном, друкували статті про діячів науки й освіти, огляди періодичних видань. 
Існували рубрики: «Інтеграція освіти і науки», «Історія педагогіки, психології, освіти», «Реформування освіти», «Дидактика, методика, нові інформаційні технології», «Експерименти і дослідження: висновки, рекомендації», «Проблеми психології», «Діячі науки і освіти», «Конференції. Ювілеї» тощо.
Головними редакторами були: М. Ярмаченко (1993—1997), В. Кремень (1998—2019).
Видання припинено в 2019 році.